# Robert Boboc
Robert Florin Boboc (sinh ngày 27 tháng 5 năm 1995) là một cầu thủ bóng đá người România thi đấu ở vị trí tiền vệ cho Hermannstadt, theo dạng cho mượn từ Astra Giurgiu. Boboc là cầu thủ tại học viện tốt nhất đến từ Pitești: Argeș Pitești, học viện bóng đá Nicolae Dobrin và học viện bóng đá Dănuț Coman. Ở cấp độ chuyên nghiệp anh thi đấu cho Mioveni, Universitatea Cluj, Argeș Pitești và Hermannstadt. Anh ra mắt tại Liga I debut vào ngày 16 tháng 5 năm 2015 cho Universitatea Cluj trong trận hòa 0-0 trước FC Brașov.